# 中央銀行
中央銀行（ちゅうおうぎんこう、英: central bank）とは、国家や一定の地域の金融システムの中核となる機関である。通貨価値の安定化などの金融政策も司るために「通貨の番人」とも呼ばれる。

## 概要
現代の中央銀行は、その国・地域で通貨として利用される銀行券を独占的に発行し（発券銀行）、また、市中銀行に対しては預金を受け入れるとともに「最後の貸し手」として資金を貸し出す（銀行の銀行）。また国の預金を受け入れることで政府の資金を管理する（政府の銀行）。銀行券を発行する中央銀行は、金融政策を通じて物価の安定に責任を負う。中央銀行の政策の基本となる理論はマクロ経済学である。政策金利の決定など中央銀行の政策内容は、どの国も機密が保持されている。
金融機関の現金・預貯金の量は、民間の経済主体の諸活動によって変化しているため、中央銀行が直接マネーサプライの水準を決めることはできない。そのため、中央銀行はマネーサプライに影響を与えるため、マネタリーベースを利用する。中央銀行はマネタリーベースの操作によって、民間銀行の貨幣量の乗数効果を通じ経済全体のマネーサプライを操作する。
中央銀行は、ショックから国民の経済厚生を守るために行動する。中央銀行の金融政策が本来の効果を発揮するためには、その政策に対する「市場の信頼」を確保しなければならない。中央銀行の最適な金融政策を考える上で重要なのは「コミットメント」であり、中央銀行は金融政策の目標達成について力強い態度を示す必要がある。

## 起源
世界最古の中央銀行は1668年に設立されたスウェーデンのリクスバンクであるとされる。1694年にはイギリスのイングランド銀行が設立された。イングランド銀行は対フランス戦のための資金調達目的で設立された王国政府の銀行であったが、19世紀初頭までは単なる大銀行の1つの位置付けであり、当時は特権認可された複数の銀行が独自の銀行券を発行していた。イギリスでは19世紀の初頭に金融恐慌が頻発し、多くの銀行が破綻して銀行券が無価値になる混乱が発生したため、1844年にイギリス首相ロバート・ピールの名を冠したピール銀行条例（正式名称：イングランド銀行設立特許状の修正法）が制定され、イングランド銀行以外の銀行による発行業務が禁止された。
これらの自然発生型の中央銀行に対して、1882年に設立された日本の日本銀行や1913年に設立されたアメリカ合衆国の連邦準備制度などは当初から物価の安定や通貨の発行業務を目的として設立されたものである。中央銀行の数は1900年には18行であった。その後、1920年代から急増し、1960年までに約50ヶ国に、1990年には160行を超える状況となった。
日本における唯一の中央銀行は日本銀行である。日本銀行法で定められている。本土復帰前の沖縄ではアメリカの軍票であるB円や通貨である米ドルが流通したが、特殊銀行であった琉球銀行は通貨発行や金融機関の監督などの権限を有しており、中央銀行的な役割を持っていた（ただし、通貨発行権については一度も行使されることが無かった）。なお、これらの権限の多くは後に行政機関に権限移譲されたほか、最終的には復帰直前に普通銀行に転換した。

## 政策
中央銀行は通常は一つの通貨に対して一つ存在する。中央銀行はこの通貨量を調整する権限を持つため大きな影響力を持つ。
1960年代に世界的に経済政策が行なわれるようになった。ケインズ政策においては財政政策として歳出を増大させるとクラウディングアウトが発生し、乗数効果に制約が掛かる。しかし、中央銀行が適切に量的金融緩和政策を行なえば、クラウディングアウトは発生せず、財政政策が最大の効果を発揮する。このポリシーミックスは供給力に未稼働の余剰部分がある場合は有効であるが、供給力が限界に達すればその政策効果は実質GDP増大ではなく物価上昇（インフレーション）の積極的な要因となる。
民主主義の政府は、物価の安定よりも完全雇用を志向する性質があるため、インフレが起きる可能性があっても財政政策の効果発現のため中央銀行へ金融緩和を求めることになる。もし、中央銀行に政府の要求を断る力が無ければ、最終的にインフレとそれに伴う資産の再分配（インフレリスク）及び潜在成長力を損なう可能性がある。このため、中央銀行は政府から独立する必要が有り、政府の要求如何に関わらず、通貨価値を保持することが求められる（通貨の番人）。
政府のインフレバイアスに対する中央銀行の独立性が低かったり、中央銀行がインフレ抑制に積極的でなかったりする国の通貨は信認され難い。
ドイツ（1990年の東西統一前は西ドイツ）の中央銀行だったブンデスバンクは過去のハイパーインフレへの反省から、通貨価値の保持を最優先としていた。ブンデスバンクの影響を強く受けている1998年設立の欧州中央銀行（ECB）も「物価の安定」が第一義的目的となっている。
一方、アメリカのFRBはその政策目標が「物価の安定」と「最大の雇用」となっている。これは、世界恐慌で25%とも言われる完全失業率を記録した経験からである。実際、1970年代中頃まではFRBはほぼ財政政策による高金利の火消し役となっており、1970年代における高インフレの原因を作っていた。このため、ブンデスバンクとFRBは金融政策の方向性について衝突することが多かった。

## フォワードガイダンス
フォワードガイダンスとは、中央銀行が示す金融政策の先行きに関する指針である。市場に対し、政策の狙いや方向性などについて、明確なメッセージを発信し、金融政策の効果を高めることを目的としている。フォワードガイダンスは一般に、1）オープンエンド型、2）カレンダーベース型、3）経済状況ベース型に分類される。2020年現在、米連邦準備制度理事会（FRB）、欧州中央銀行（ECB）、日本銀行などは、オープンエンド型のフォワードガイダンスを採用している。
2018年4月に日本銀行は政策金利のフォワードガイダンスを導入したが、2023年4月には政策金利のフォワードガイダンスを廃止した。2024年3月にはフォワードガイダンスを完全に廃止した。
FRBは毎年3、6、9、12月に、米連邦公開市場委員会（FOMC）メンバーによる米国経済と政策金利の見通しを公表している。政策金利の見通しはドット・チャートと呼ばれており、メンバーが適切と考えるフェデラル・ファンド金利誘導目標の水準を点（ドット）の分布で示している。ドットプロットは、2011年後半に考案された。FRBの議長と副議長を含む理事7人、12人の地区連銀総裁を合わせた最大19人が無記名でドットを入力する。FRBはドット・チャートについて、政策を対外的に伝える主要な方法ではないとしており、政策意図を示す基本手段はFOMC声明であるとの認識を示している。

## 独立性
中央銀行は政府から独立しており、金融に関して独自の判断をするという位置づけを与えられている。政府から独立した存在であることが求められるのは、政府が通貨価値の保持を怠り、目先の諸問題に対応することを避けるためである。中央銀行の独立性は、政治的介入によるインフレ政策を防ぐためにあるとされている。
経済学者の植田和男は「中央銀行に対する外部からの圧力により、適切な政策運営がなされず、物価安定に失敗したケースも多い。その多くは戦争やその他の要因による大規模な財政ファイナンスのため、適切な引き締めができなかったケースである。こうした経験を踏まえ各国は、中央銀行の独立性を高めたり、物価目標（インフレターゲット）を明示的に定めたりし、政府が不適切な政策運営を中央銀行に強いることを阻止するためのしくみを導入していった」と指摘している。
イングランド銀行は、1997年に独立性を獲得する。イングランド銀行の独立性は「金融政策の運用手段はイングランド銀行に任せる」というもので、政策の目標は実質的に政府が決めている。
日本銀行は、1997年6月18日に全部改正された日本銀行法で独立性と透明性の向上が図られ、第3条で「日本銀行の通貨及び金融の調節における自主性は、尊重されなければならない。」と定められた。

## 独立性の弊害と見解
中央銀行の独立性が弊害を齎す（もたらす）場合がある。中央銀行が雇用よりもインフレ抑制を志向した場合、景気対策を実施する政府の意向に対立して、独立性を持つ中央銀行が金融引締めにまわることで財政政策の効果が相殺され、デフレーションが続き、失業率が高止まりすることや、それに伴う潜在成長力低下のリスクがある。景気循環の責任を中央銀行だけが負うわけではなく、また自国の通貨価値の下落を避け、インフレ率を低く保つべきであるという立場を取ることは、中央銀行としては当然のことであるが、国際化された現代経済では、市場が予想していない時機での金利引き上げは景気萎縮効果よりも債券・株式市場や為替市場への影響が迅速かつ多大であり、債券価格の急落や為替の急上昇などが予期せぬ市場の混乱を招き、批判の対象とされることになる。
欧米では、保守系は中央銀行の独立性を重視する一方で、リベラル系は中央銀行の独立性を改めようとする傾向にある。経済学者のジョセフ・E・スティグリッツは、中央銀行の独立は不要であると主張している。
フリードリヒ・ハイエクは、現代の民主主義社会ではいかなる政府も通貨当局の独立性を保つことは出来ないとしている。

### 政府との関係
政府と中央銀行は協調すべきとする意見がある。
経済学者の田中秀臣は「どの国においても、政府と中央銀行はお互いに目的をもって協調し合わなければならない。それは当たり前過ぎて条文として書いていないくらい常識的なことである」と述べている。
経済学者の原田泰は「物価安定の定義は、政府が決めるべきである」と指摘している。植田和男は「政府目標を明確にさせることは、将来の中央銀行の政策運営に関する不確実性を減らし、政策やショックに対する市場の反応を安定化させるため、金融政策の効果を強めるという好影響が期待できる」と指摘している。
経済学者のジョン・ブライアン・テイラーはアメリカの事例を通して「過去半世紀におけるマクロ経済のパフォーマンスの変化はルールに基づく金融政策の遵守の変化及び金融政策の事実上の独立性の変化と密接に関連していた。しかし、法律上の中央銀行の独立性の変化とはあまり関連が見られなかった。形式上のFRBの独立はルールに基づいた枠組みが存在しない状況下において金融政策の良い結果に結び付かないようである」との旨を述べている。
経済学者のジョン・ブライアン・テイラーは、中央銀行の独立性について、金融政策のルールと対比させながら、中央銀行の独立性、特に金融政策の独立性が常に政府・議会から政治的圧力にさらされるため、金融政策のルールを導入すべきであると論じている。

### 弊害
中央銀行の独立性の弊害を指摘する意見がある。
経済学者のミルトン・フリードマンは、連邦準備制度理事会（FRB）の議事録を丹念に調べ、著書『米国金融史』で「結果がよければそのことを自分の手柄とする一方、悪ければその責任から逃れようとすることは人間の常である」と記している。
経済学者のポール・クルーグマンは、「我々は中央銀行の独立性を擁護してきた。しかし、この独立した中央銀行が失敗による面目失墜を恐れるあまり、自国経済のためになることすら、やらない存在となっていることが不況の大きな原因になっている。国を問わず、根本的には組織に問題がある。（組織の人間が）自分の組織上の地位や組織そのものを守ろうとしている。中央銀行独立性への介入に関しては、躊躇すべきではない」と述べている。
ジョセフ・E・スティグリッツは「中央銀行に独立性があるかどうかが問題ではなく、重要なのは中央銀行のトップの資質だ。経済を成長させ、社会を安定させ、所得格差の是正に取り組むといった社会全体に貢献する目的を持つことが重要だ」「国民からかけ離れたところで、『中央銀行としての役目を果たしている』と言っているだけでは、説明責任を果たしたことにはならない。中央銀行は、究極的にはその国の国民に仕えている」と述べている。
ロイター通信のフェリックス・サーモンは「国際的な協調政策行動を取る際には、中央銀行は独立であってはならないし、一般に中銀の独立性が高いほど、政策効果も弱い。名目的な独立性は良いことだ」「純粋に独立していた最後の中央銀行家は、2つもの巨大なバブルを蒸して多くの点で国際金融危機の主犯であった（あまりにも自由放任であり過ぎ、金利を長く低い水準に留め置き過ぎた）アラン・グリーンスパンである。中央銀行の独立性は不幸なことに、もし同じ金融政策を大統領が実施させていたら却って得られなかったであろう信頼性を、彼に与えた」と述べている。

#### ドイツの例
中央銀行の独立性がもたらした弊害の最悪の事例として、第一次世界大戦後のヴァイマル共和政のハイパーインフレーションが挙げられる。当時のドイツ国の中央銀行であるライヒスバンクは政府からの独立性は高く、総裁は第二帝政期を引き継いで終身制であり、宰相には任命権は有っても罷免権は無く、国会（ライヒスターク）は総裁人事に関与できなかった。
そのため、私企業の手形割引を濫発して通貨が大増発（いわゆる「パピエルマルク」）され、1兆倍のインフレーションが発生し、日常の経済活動遂行にも障害が発生した。政府はハイパーインフレーション抑制のため、当時のライヒスバンク総裁ルドルフ・ハーヴェンシュタインの罷免を考えたが、終身制に阻まれ実現できなかった。
1923年11月20日にルドルフ・ハーヴェンシュタインは急死するが、その1週間前に国内の土地を担保とする新通貨の発行に拠るインフレーションの収束を主張してきたダルムシュタット及び国家銀行（Darmstädter und Nationalbank）頭取ホレス・グリーリー・ヒャルマル・シャハト（ドイツ民主党の結党メンバーでもあった）が、フリードリヒ・エーベルト大統領より新設された国家通貨委員（Reichswährungskommissar）に任命された。シャハトの協力に拠ってレンテン銀行（Deutsche Rentenbank ）が設立され、国内の土地を担保とする新通貨レンテンマルクの発行により、インフレーションが収束した。シャハトは同年12月にライヒスバンク総裁に就任している。

#### 日本の例
2000年に、日本銀行は政府の反対を押し切りゼロ金利政策を解除し、市場に多大な混乱を招きデフレを加速させてしまった。
経済学者の浜田宏一は「1998年に新日本銀行法が施行されて以降、日本経済は世界各国の中でほとんど最悪といっていいマクロ経済のパフォーマンスを続けてきた」と指摘している。
元日銀審議委員の中原伸之は「日銀の独立性は戦前の陸軍の統帥権と似ている。統帥権は明治憲法に根拠があるが、日銀の独立は憲法に根拠がない。独立を保証するのは実績のはずだが、実際には日銀の独立性が高まるにつれて円高が進み日本経済は沈んだ」「独立とは自分の手で勝ち取るもの。（デフレ脱却など）実績も上げていないのに、偉そうな顔で独立性を主張しても認められない」と述べている。

### 「目標の独立性」と「手段の独立性」
ベン・バーナンキは「目標の独立性（goal independence）と手段の独立性（instrument independence）の違いは有用だ。中央銀行が自由に目標を設定できるという目標の独立性を民主主義社会で正当化することは困難である。しかし、中央銀行が干渉を受けずに適切な金融政策を実施できるような手段の独立性は、経済安定のために極めて重要だ」とし、独立性について手段の独立性だけを指している。
浜田宏一は「中央銀行の独立性とは、政策手段を自由に選べるという意味。国民経済全体に影響を与えるような政策目標まで決めることを意味しているわけではない」と述べている。
経済学者の高橋洋一は「中央銀行の独立性については、中央銀行は政府と目標を共有するが、その達成手段は中央銀行に任せ、政府が口出ししないとなっているのが世界標準である」と述べている。
エコノミストの飯塚尚己は、「金融政策の目標は、選挙によって国民の信を得た議会の場で決めるというのがグローバル・スタンダードである。中央銀行の独立性とは、金融政策の手段に関する独立性であり、金融政策の目標は政府が決めるというのが基本」と述べている。
経済学者の伊藤元重は「政府が中央銀行の行動にしばしば口を挟めば、中央銀行の独立性は失われる。ただ、ターゲットの設定については中央銀行の独立性はない。政府がそれに関与する。しかし、いったんターゲットを設定した後の金融政策の運営については、政府は口を挟まない。ターゲットを実現することを求めるだけである。それなら中央銀行の独立性は失われない」と指摘している。

#### 日本銀行について
日本銀行の独立性について様々な見解がある。
日本銀行副総裁である若田部昌澄は「日本では、中央銀行の独立性について大きな誤解がある。民主制の下では、政策担当者は国民に対して政策の説明と結果責任を負っている。中央銀行も例外ではない。この制度設計の欠陥は、国家のガバナンスの観点からすれば深刻である。さもなければ日本銀行はかつての関東軍のようになりかねない」と指摘している。
田中秀臣は「日本銀行は、法律上、政府とは独立した機関である。当然、民主主義の統制下に入っているわけである。国民や政府に対して何も責任を取らない、何をやってもいい組織という事ではない。日本銀行は、日本経済を健全に成長させなければならないという責務を負っている」「法律では、日本銀行の政府からの独立は謳われているが、それは政府と目的をすり合わせた上での、手段に関する独立性である。目的を一緒にするのは、日本銀行の独立性を脅かすことではない」と指摘している。
明治大学国際総合研究所フェローの岡部直明は「日銀法には『政府との連携は重要である』と明記されている。日銀だけが政府との連携を無視すれば、それは『独善』となる」と指摘している。
浜田宏一は「（日本銀行法改正後の）日銀法は欠陥のある法律だ。権限がすべて日銀へ行ってしまい、政府がほとんど口出しできない。日銀が目標と手段の独立性を併せ持つ、世界でまれなシステムにしたことが、長期のデフレに国民が苦しめられてきた原因である」と指摘している。
経済学者の池尾和人は「政治が目標を決め、日銀には目標達成の手段だけ独立性を持たせ、あとは日銀の責任だ、というのでは政治の責任を日銀に転嫁するご都合主義ではないか」と述べている。一方で池尾は「社会保障負担が増大する一方で、増税・財政緊縮には限度があり、中央銀行だけがそうした状況から独立していられるわけではないというのも、現実である」と述べている。

## 各国の中央銀行一覧

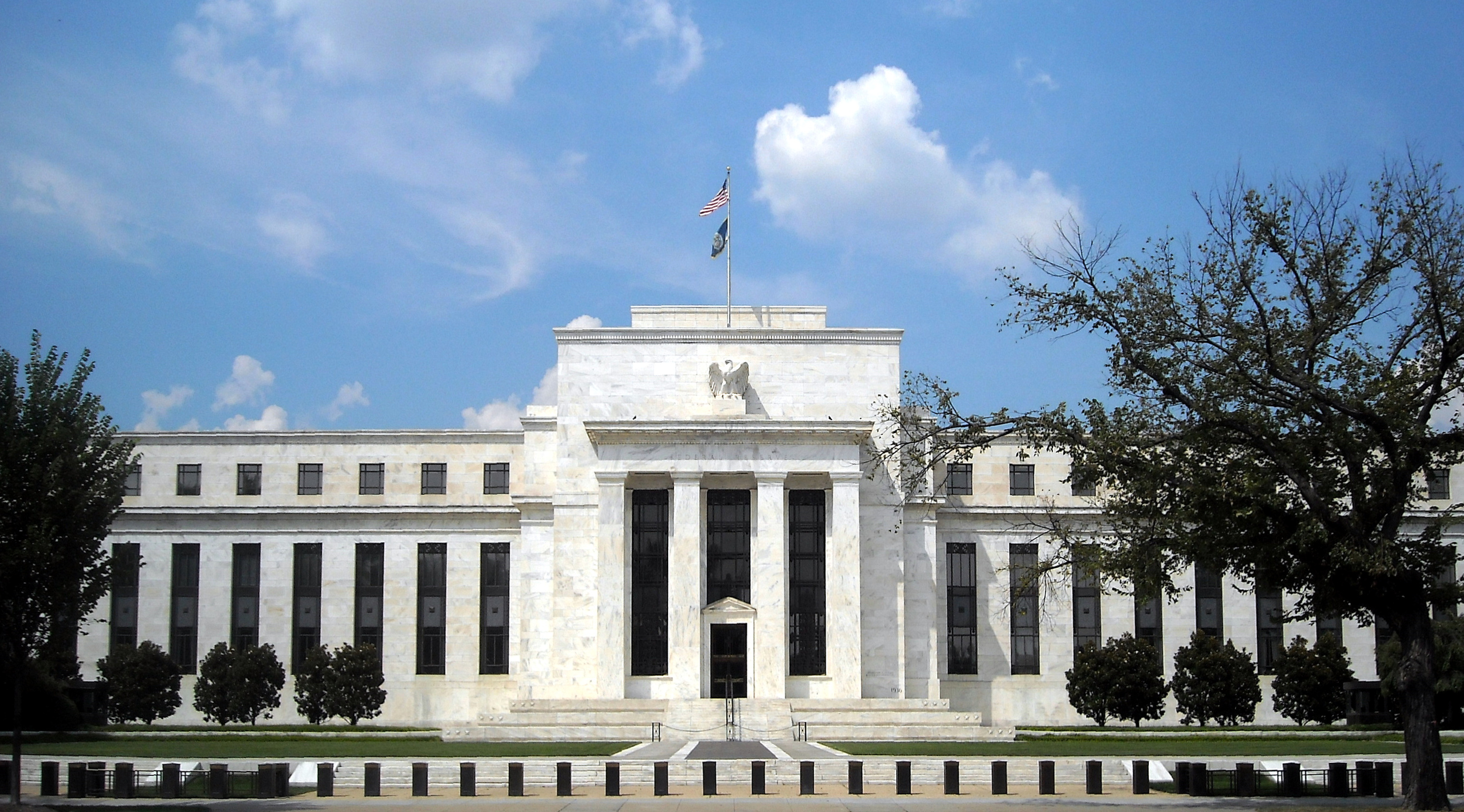
FRBのあるエクルズ・ビル

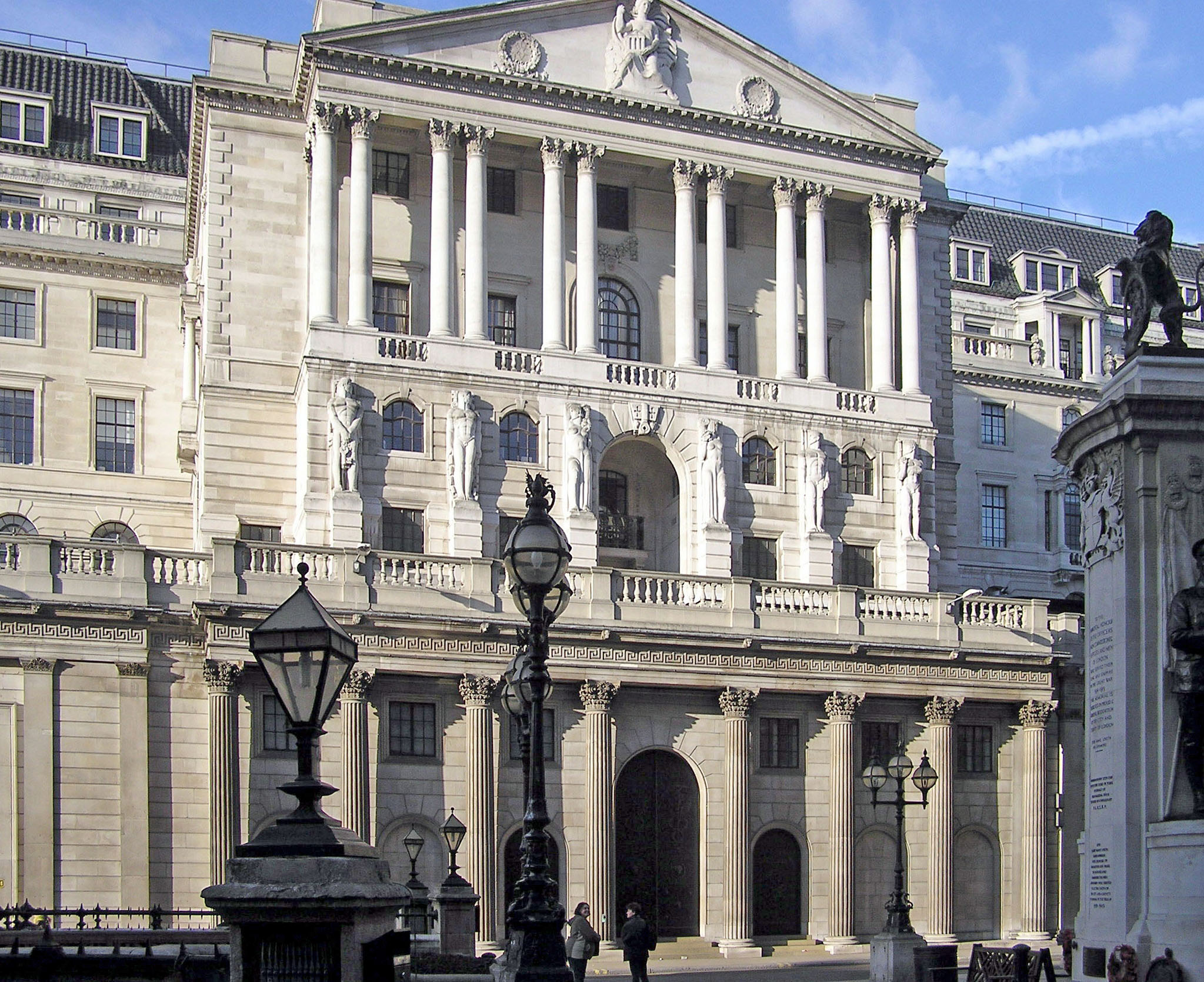
イングランド銀行

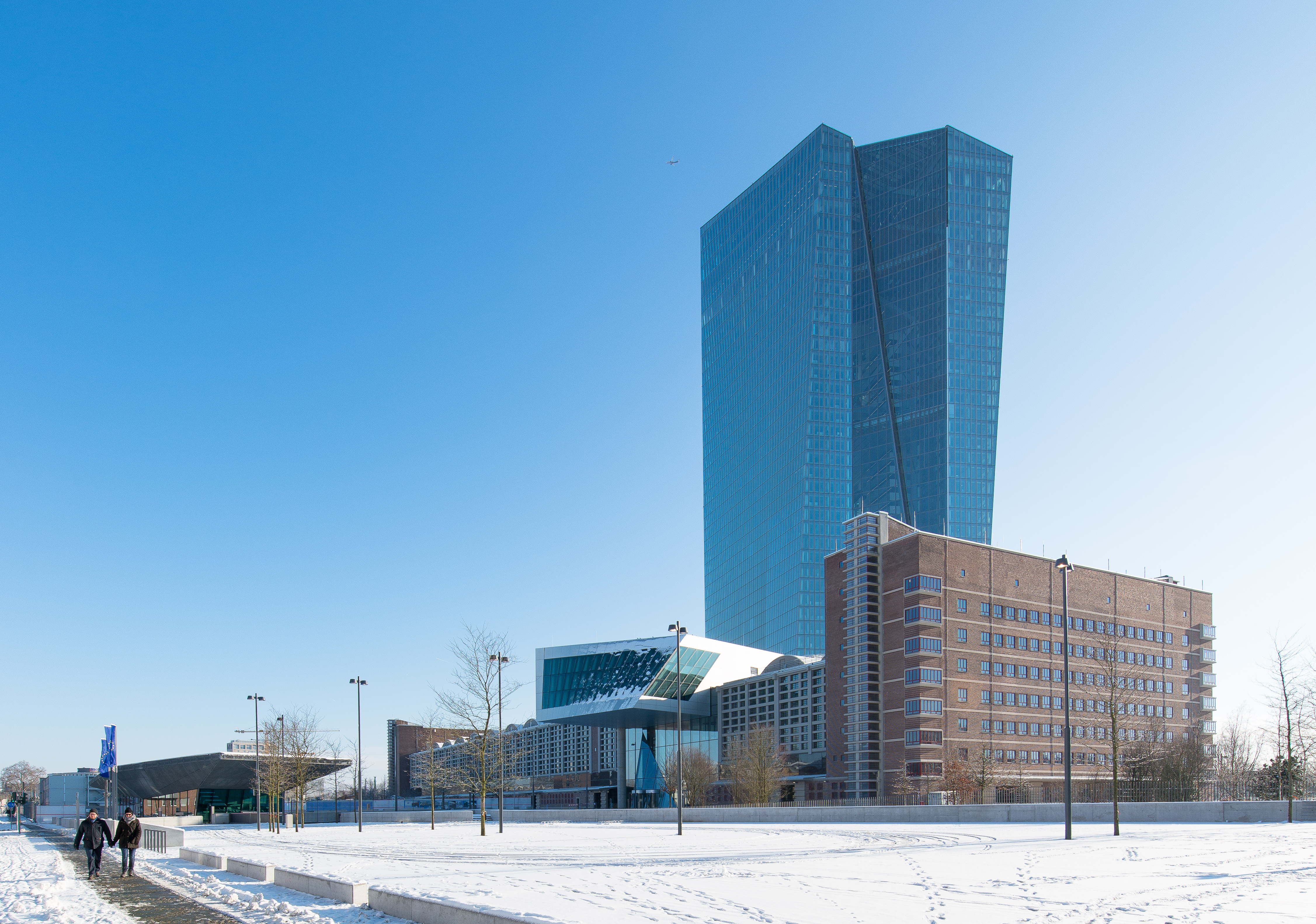
欧州中央銀行新本店

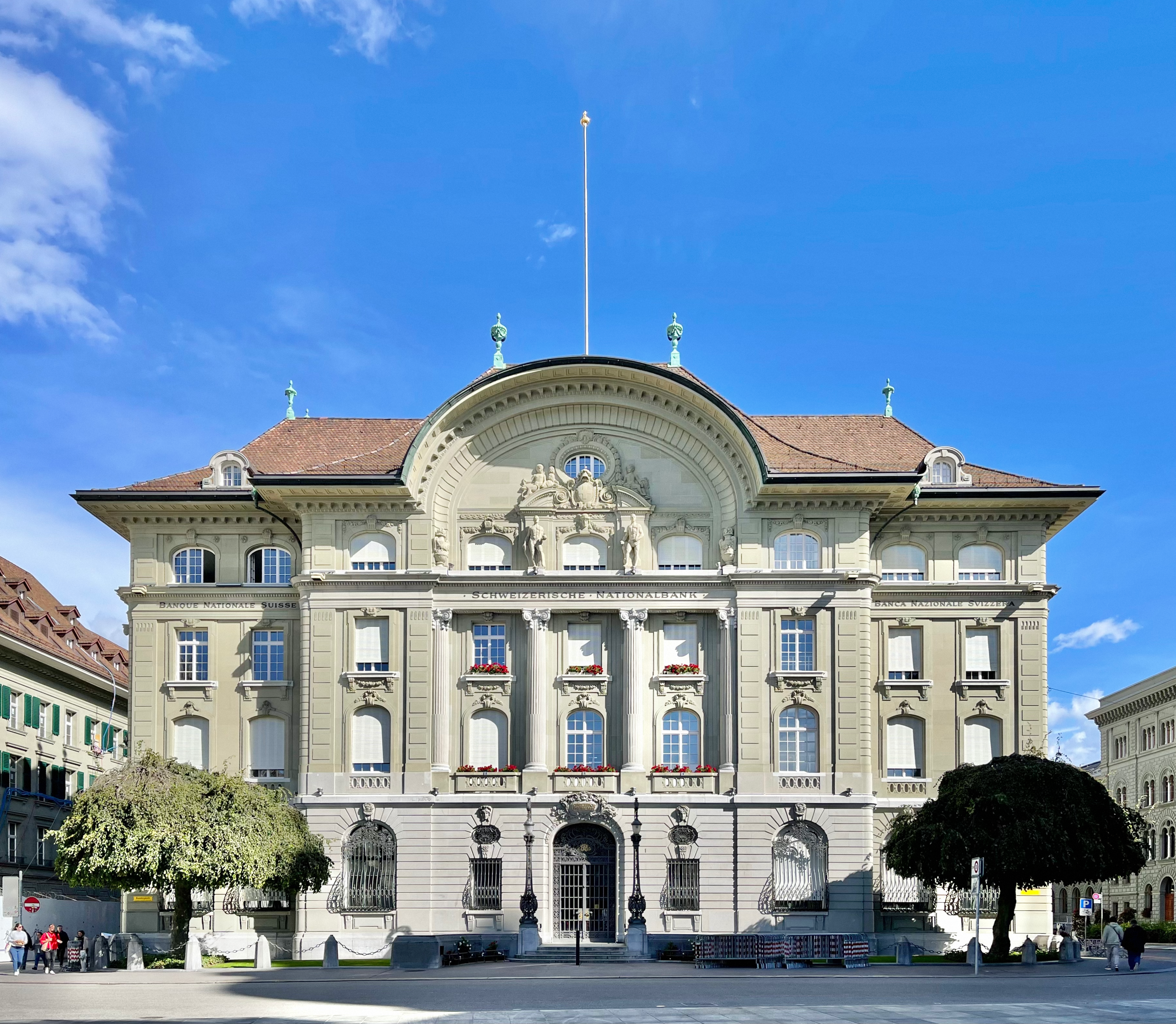
スイス国立銀行

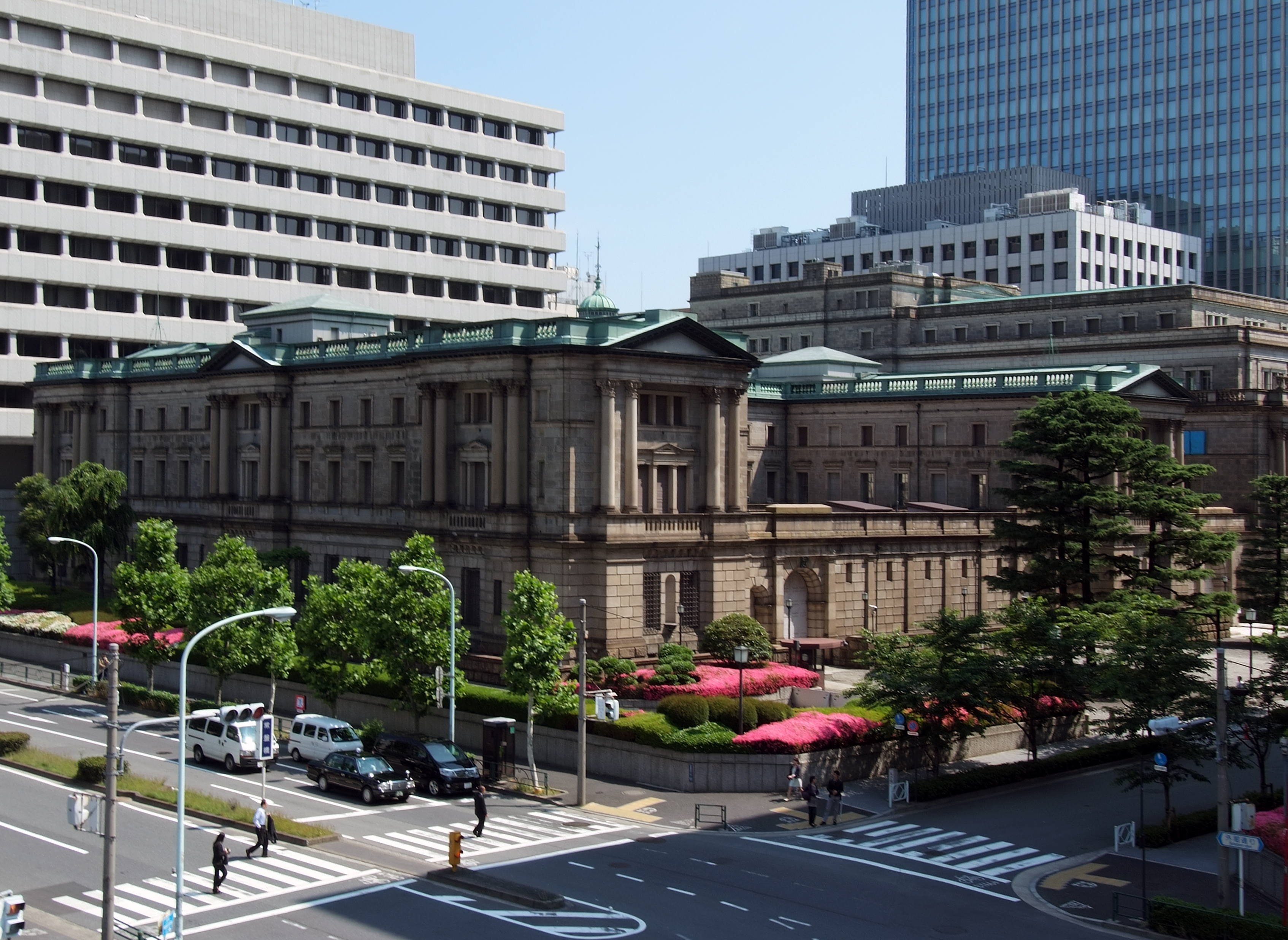
日本銀行本店

- アイスランド - アイスランド中央銀行（アイスランド語: Seðlabanki Íslands）
- アメリカ合衆国 - 単一組織としての中央銀行は存在せず[注釈 2]、連邦準備制度（FRS）が中央銀行制度として存在している。FRSは連邦公開市場委員会（FOMC）、連邦準備制度理事会（通称FedまたはFRB―こちらのBはBoard）、及び12の連邦準備銀行（FRB―こちらのBがBank）で構成される。
- イギリス - イングランド銀行（英語: Bank of England。ただし、スコットランドではスコットランド銀行が、北アイルランドではアルスター、アイルランド、ノーザン、ファーストトラストの四行が独自通貨の発行も行う）
- インド - インド準備銀行（ヒンディー語: भारतीय रिज़र्व बैंक）
- 欧州連合 - 欧州中央銀行（英語: European Central Bank）以下はユーロ参加国の中央銀行。
- アイルランド - アイルランド中央銀行（アイルランド語: Banc Ceannais na hÉireann）
- イタリア - イタリア銀行（イタリア語: Banca d'Italia）
- エストニア - エストニア銀行（エストニア語: Eesti Pank）
- オーストラリア - オーストラリア準備銀行（英語: Reserve Bank of Australia）
- オーストリア - オーストリア国立銀行（ドイツ語: Österreichische Nationalbank）
- オランダ - オランダ銀行（オランダ語: De Nederlandsche Bank）
- キプロス - キプロス中央銀行（ギリシア語: Kεντρικη Τραπεζα της Κυπρου）
- ギリシャ - ギリシア銀行（ギリシア語: Τράπεζα της Ελλάδος）
- スペイン - スペイン銀行（スペイン語: Banco de España）
- スロバキア - スロバキア国立銀行（スロバキア語: Národná banka Slovenska）
- スロベニア - スロベニア銀行（スロベニア語: Banka Slovenije）
- ドイツ - ドイツ連邦銀行（ドイツ語: Deutsche Bundesbank）
- フィンランド - フィンランド銀行（フィンランド語: Finlands Bank/スウェーデン語: Suomen Pankki）
- フランス - フランス銀行（フランス語: Banque de France）
- ベルギー - ベルギー国立銀行（オランダ語: Nationale Bank van België/フランス語: Banque Nationale de Belgique/ドイツ語: Belgische Nationalbank）
- ポルトガル - ポルトガル銀行（ポルトガル語: Banco de Portugal）
- マルタ - マルタ中央銀行（マルタ語: Bank Ċentrali ta’ Malta）
- ルクセンブルク - ルクセンブルク中央銀行（フランス語: Banque Centrale du Luxembourg）
- ウクライナ - ウクライナ国立銀行（ウクライナ語: Національний банк України）
- オーストラリア - オーストラリア準備銀行 （英語: Reserve Bank of Australia）
- カナダ - カナダ銀行（英語: Bank of Canada）
- コロンビア - コロンビア共和国銀行（スペイン語: Banco de la Republica）
- ジョージア - ジョージア国立銀行（グルジア語: საქართველოს ეროვნული ბანკი）
- シンガポール - シンガポール金融管理局（英語: Monetary Authority of Singapore）
- スイス - スイス国立銀行（ドイツ語: Schweizerische Nationalbank）
- スウェーデン - スウェーデン国立銀行（スウェーデン語: Sveriges Riksbank）
- タイ王国 - タイ銀行（タイ語: ธนาคารแห่งประเทศไทย）
- 大韓民国 - 韓国銀行（韓国語: 한국은행）
- 中華人民共和国 - 中国人民銀行（簡体字中国語: 中国人民银行）
- 香港 - 香港金融管理局 （繁体字広東語: 香港金融管理局/英語: Hong Kong Monetary Authority）
- マカオ - マカオ金融管理局 （繁体字中国語: 澳門金融管理局/ポルトガル語: Autoridade Monetária de Macau）
- 中華民国 - 中華民国中央銀行（繁体字台湾語: 中華民國中央銀行）
- 朝鮮民主主義人民共和国 - 朝鮮民主主義人民共和国中央銀行（朝鮮語: 조선민주주의인민공화국중앙은행）
- デンマーク - デンマーク国立銀行（デンマーク語: Danmarks Nationalbank）
- トンガ - トンガ国立準備銀行 （英語: National Reserve Bank of Tonga）
- 日本国 - 日本銀行
- ニュージーランド - ニュージーランド準備銀行 （英語: Reserve Bank of New Zealand）
- ノルウェー - ノルウェー中央銀行（ノルウェー語: Norges Bank）
- パレスチナ自治政府 - 中央銀行の代わりとしてパレスチナ通貨局が置かれているが権能が制限されている。
- フィリピン - フィリピン中央銀行（タガログ語: Bangko Sentral ng Pilipinas）
- ブラジル - ブラジル中央銀行（ポルトガル語: Banco Central do Brasil）
- ブルネイ - ブルネイ通貨金融庁（マレー語: Autoriti Monetari Brunei Darussalam）
- ベトナム社会主義共和国 - ベトナム国家銀行（ベトナム語: Ngân hàng Nhà nước Việt Nam）[注釈 3]
- マレーシア - マレーシア国立銀行（マレー語: Bank Negara Malaysia）
- メキシコ - メキシコ銀行 (スペイン語: Banco de México)
- ロシア連邦 - ロシア中央銀行（ロシア語: Центральный банк Российской Федерации）